# Manding (Temanggung)
Manding is een bestuurslaag in het regentschap Temanggung van de provincie Midden-Java, Indonesië. Manding telt 3412 inwoners (volkstelling 2010).